# Гилпин (округ)
Ги́лпин (англ. Gilpin County) — округ в штате Колорадо, США. Официально образован в 1861 году. По состоянию на 2010 год, численность населения составляла 5 441 человек.

## География
По данным Бюро переписи США, общая площадь округа равняется 388,500 км2, из которых 388,500 км2 суша и 1,036 км2 или 0,200 % это водоёмы.

## Население
По данным переписи населения 2000 года в округе проживает 4 757 жителей в составе 2 043 домашних хозяйств и 1 264 семей. Плотность населения составляет 12,00 человек на км2. На территории округа насчитывается 2 929 жилых строений, при плотности застройки около 8,00-ми строений на км2. Расовый состав населения: белые — 94,37 %, афроамериканцы — 0,53 %, коренные американцы (индейцы) — 0,82 %, азиаты — 0,69 %, гавайцы — 0,19 %, представители других рас — 1,53 %, представители двух или более рас — 1,87 %. Испаноязычные составляли 4,25 % населения независимо от расы.
В составе 26,90 % из общего числа домашних хозяйств проживают дети в возрасте до 18 лет, 53,00 % домашних хозяйств представляют собой упружеские пары проживающие вместе, 5,70 % домашних хозяйств представляют собой одиноких женщин без супруга, 38,10 % домашних хозяйств не имеют отношения к семьям, 26,80 % домашних хозяйств состоят из одного человека, 3,70 % домашних хозяйств состоят из престарелых (65 лет и старше), проживающих в одиночестве. Средний размер домашнего хозяйства составляет 2,32 человека, и средний размер семьи 2,81 человека.
Возрастной состав округа: 21,10 % моложе 18 лет, 5,80 % от 18 до 24, 37,40 % от 25 до 44, 30,00 % от 45 до 64 и 30,00 % от 65 и старше. Средний возраст жителя округа 38 лет. На каждые 100 женщин приходится 112,70 мужчин. На каждые 100 женщин старше 18 лет приходится 116,10 мужчин.
Средний доход на домохозяйство в округе составлял 51 942 USD, на семью — 61 859 USD. Среднестатистический заработок мужчины был 38 560 USD против 30 820 USD для женщины. Доход на душу населения составлял 26 148 USD. Около 1,00 % семей и 4,00 % общего населения находились ниже черты бедности, в том числе — 1,40 % молодёжи (тех, кому ещё не исполнилось 18 лет) и 6,10 % тех, кому было уже больше 65 лет.